# Kanton Északi pályaudvar
Kanton Északi pályaudvar (egyszerűsített kínai írással: 广州北站; hagyományos kínai írásssal: 廣州北站; pinjin: Guǎngzhōuběi Zhàn; Jyutping: gwong2 zau1 bak1 zaam6) egy vasúti pályaudvar Kantonban, Kínában. A vasútállomás 1908-ban nyílt meg.
Itt haladnak keresztül a nagysebességű vonatok Vuhan felé a Vuhan–Kanton nagysebességű vasútvonalon.

## Vasútvonalak
Az állomást az alábbi vasútvonalak érintik:
- Peking–Kanton-vasútvonal
- Peking–Kanton nagysebességű vasútvonal

## Kapcsolódó állomások
A vasútállomáshoz az alábbi állomások vannak a legközelebb:
- Juntian Railway Station (Fengtaj állomás, Peking Nyugati pályaudvar, Peking–Kanton-vasútvonal)
- Guotang Railway Station (Kanton vasútállomás, Peking–Kanton-vasútvonal)
- Qingyuan railway station (Peking Nyugati pályaudvar, Peking–Kanton nagysebességű vasútvonal)
- Guangzhoubaiyun Railway Station (Peking Nyugati pályaudvar, Peking–Kanton nagysebességű vasútvonal)
- Changgang Railway Station (Shitan railway station, Guangzhou North-Shitan Railway)
- Kanton Déli pályaudvar (Kanton Déli pályaudvar, Peking–Kanton nagysebességű vasútvonal)